# Ohrigstad
Ohrigstad, voorheen Andries-Ohrigstad is een dorp met 521 inwoners in de provincie Limpopo in Zuid-Afrika.

## Geschiedenis

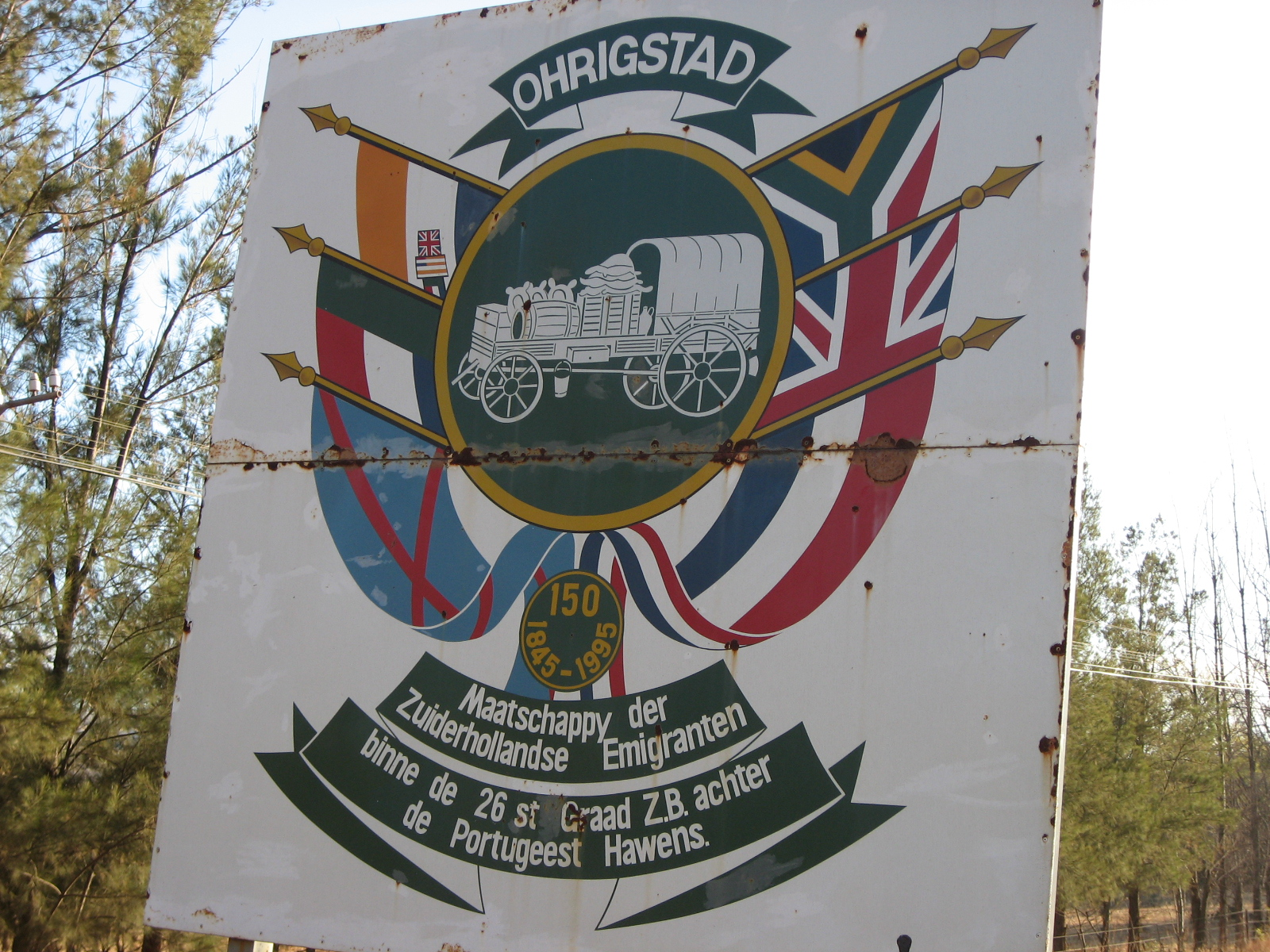
Een historisch toegangsbord dat verwijst naar de Nederlandse geschiedenis van Ohrigstad

Ohrigstad is in 1845 gesticht als Andries-Ohrigstad door de Voortrekkers onder leiding van Andries Hendrik Potgieter en deels vernoemd naar de Nederlandse handelaar Georgius Gerardus Ohrig, die zich had ingezet voor handelsbetrekkingen tussen Nederland en de Voortrekkers. Het dorp werd kort na de stichting tijdelijk verlaten richting Lydenburg vanwege een malaria-epidemie.